# 888.hu
888.hu est un site web d'information hongrois créé en 2015. Il s'agit d'un pure player assumant une ligne éditoriale conservatrice et en soutien au Premier ministre hongrois Viktor Orbán. 888.hu publie régulièrement des articles mettant directement en cause des personnalités réputées opposées au gouvernement, y compris des journalistes,.
Même si la rédaction s'en défend, son nom n'est pas sans rappeler celui de son équivalent de gauche 444.hu.